# 아파치 인큐베이터
아파치 인큐베이터(Apache Incubator)는 온전히 성숙한 아파치 소프트웨어 재단 프로젝트가 될 목적으로 고안된 오픈 소스 프로젝트들의 게이트웨이이다.
이 인큐베이터 프로젝트는 재단의 노고의 일부가 되고 싶어하는 프로젝트와 코드베이스를 위한 아파치 소프트웨어 재단의 입구를 제공하기 위해 2002년 10월 만들어졌다. 외부 기관, 그리고 아파치로 이동하고 싶어하는 기존 외부 프로젝트의 모든 코드 기부는 이 인큐베이터를 통해야 한다.
아파치 인큐베이터 프로젝트는 한편으로는 인큐베이트 대상 프로젝트의 허가가 난 이후 아파치 소프트웨어 재단의 최상위 프로젝트가 되거나 자카르타 프로젝트나 아파치 XML 등의 적절한 프로젝트의 하위 프로젝트가 될 때까지 일시적인 컨테이너 프로젝트의 역할을 한다. 다른 한편으로 인큐베이터 프로젝트는 재단이 일하는 방식, 프레임워크 내에서의 수행 방법에 대해 문서화하고 있다. 즉, 아파치 소프트웨어 재단과 멤버 프로젝트의 문서화 과정, 역할, 정책을 의미한다.